# EVA (2011)

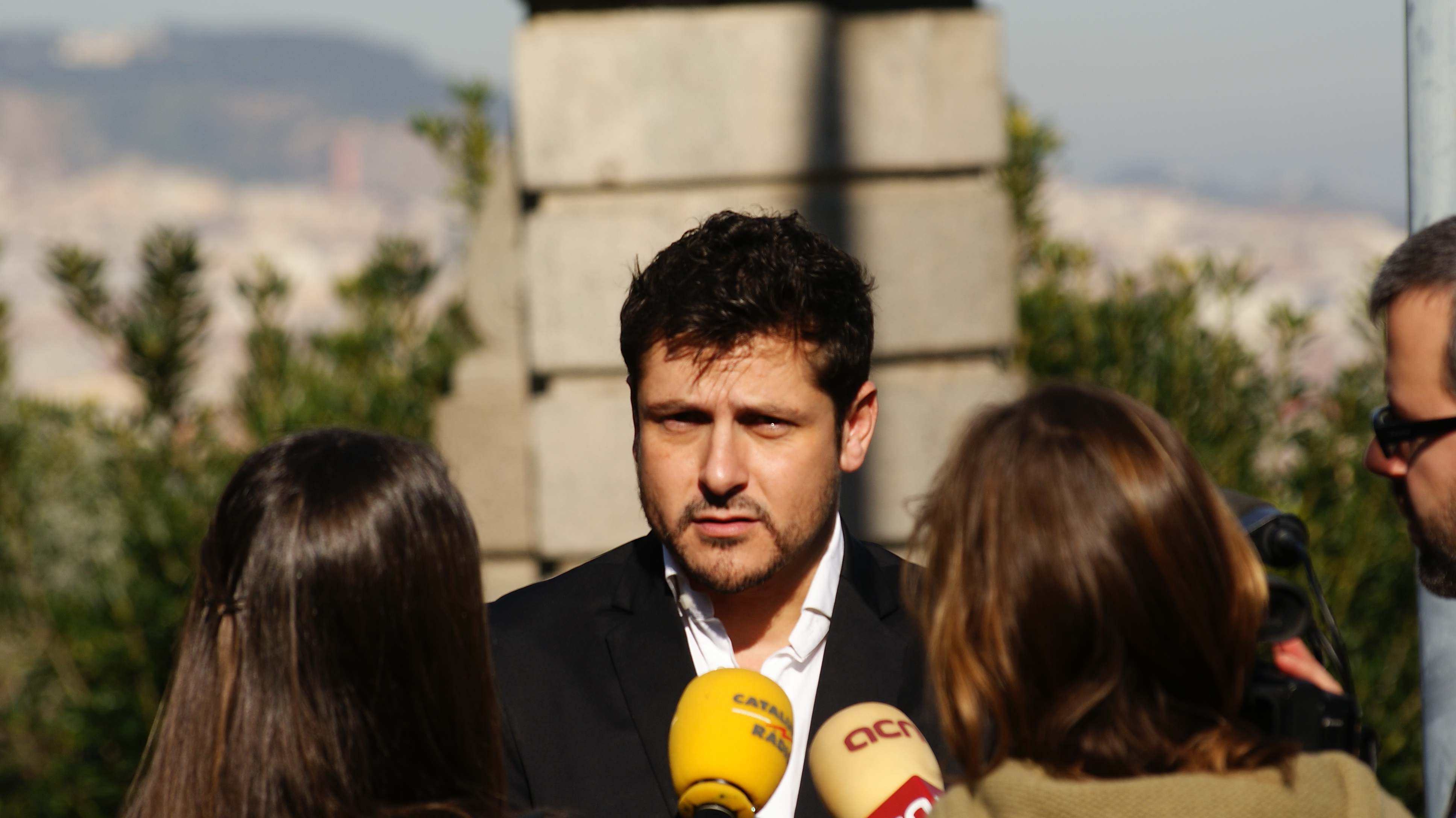
O diretor de "Eva" durante o evento de apresentação dos indicados ao IV Prêmio Gaudí de Cinema

EVA - Um Novo Começo é um filme espanhol de ficção científica dirigido por Kike Maíllo e protagonizado por Claudia Vega e Daniel Brühl.

## Sinopse
Em 2041, os seres humanos convivem com criaturas mecânicas. Alex (Daniel Brühl), um famoso engenheiro cibernético, retorna a Santa Irene para atender a um pedido muito específico da Escola de Robótica: a criação de um robô-criança. Nesses dez anos de ausência, a vida seguiu em frente com seu irmão David (Alberto Ammann) e Lana (Etura), que reconstruiu sua vida. O que surpreende é a relação especial entre ele e Eva (Claudia Vega), a filha de Lana e David, uma menina especial.

## Elenco
- Daniel Brühl, Álex.
- Marta Etura, Lana.
- Alberto Ammann, David.
- Claudia Vega, Eva.
- Anne Canovas, Julia.
- Lluís Homar, Max.